# Новозеландско-пакистанские отношения
Пакистано-новозеландские отношения — дипломатические отношения между Пакистаном и Новой Зеландией.

## Государственные визиты
Министр иностранных дел и внешней торговли Новой Зеландии, Фил Гофф, посетил Пакистан в конце 2004 года. В 2005 году президент Пакистана Первез Мушарраф прилетал для переговоров с премьер-министром Новой Зеландии Хелен Кларк. В ходе переговоров с Новой Зеландией, Мушарраф подчеркнул, что в таких областях, как образование, информационно-коммуникационных технологий, сельское хозяйство и молочные продукты — он предложил Новой Зеландии создать более тесные связи. Новая Зеландия и Пакистан подписали соглашение о сотрудничестве в борьбе с терроризмом

## Сотрудничество
Новая Зеландия создала программу помощи для афганских беженцев в Кветте. В октябре 2005 года после разрушительного землетрясения в Кашмире, Новая Зеландия отправила Пакистану помощи на 1,5 млн долл. США. Пакистанское телевидение дало широкую огласку этому факту, сообщения с соболезнованиями пакистанскому народу от премьер-министра Новой Зеландии Хелен Кларк и министра иностранных дел Фил Гоффа было показано в прямом эфире. По меньшей мере десять неправительственных организаций Новой Зеландии принимали пожертвования от общественности, чтобы помочь жертвам землетрясения в Пакистане. В ноябре 2005 года новозеландский Красный Крест сообщил, что общественные пожертвования, для помощи жертвам землетрясения, составили более 620 тысяч долларов США.

## Торговля
Экспорт Новой Зеландии в Пакистан в 2004 году составил 24,4 млн. новозеландских долларов, к 2007 году экспорт вырос до 85 млн. новозеландских долларов. Основные товары: молочные продукты и шерсть. Экспорт из Пакистана в Новую Зеландию составляет 67,2 млн новозеландских долларов, и главным образом состоит из текстильных изделий, ковров и одежды.

## Спорт
Крикет является популярным спортом в обеих странах, команды Пакистана и Новой Зеландии встречались друг с другом в международных матчах. В 2008 году, когда Пакистан принимал чемпионат по крикету, команда Новой Зеландии отправилась на этот турнир в то время как Австралия приостановила своё участие до марта 2009 года. 3 марта 2009 года на крикетную команду из Шри-Ланки напали вооруженные боевики возле стадиона «Каддафи». Восемь игроков из Шри-Ланки получили ранения, шесть пакистанских полицейских погибли прикрывая раненых игроков. Не пострадавших в нападении спортсменов срочно эвакуировали домой, раненые были доставлены в госпиталь. После нападения на команду Шри-Ланки, команда Новой Зеландии отказалась играть на территории Пакистана.

## Миграция
Около 5 000 пакистанцев постоянно проживают в Новой Зеландии.

## Конфликты
Новая Зеландия выражала свою обеспокоенность по поводу нарушений прав человека в Пакистане, как во время двусторонних так и международных государственных встречах.

## Военные отношения
Новая Зеландия и Пакистан являются частью организации Договора Юго-Восточной Азии.